# Liste der Gouverneure von Rio Grande do Norte

Wappen von Rio Grande do Norte

Die Liste der Gouverneure von Rio Grande do Norte gibt einen Überblick über die Gouverneure des brasilianischen Bundesstaats Rio Grande do Norte.
Amtssitz des Zivilgouverneurs ist seit 1995 der Palácio de Despachos de Lagoa Nova in Natal.

## Neue Republik (Sechste Republik, seit 1985)
| Nr. | Name                    | Bild | Partei | Beginn der Amtszeit | Ende der Amtszeit |
| --- | ----------------------- | ---- | ------ | ------------------- | ----------------- |
| 46  | Radir Pereira de Araújo |      | PDS    | 15. Mai 1986        | 15. März 1987     |
| 47  | Geraldo Melo            |      | PMDB   | 15. März 1987       | 15. März 1991     |
| 48  | José Agripino Maia      |      | PFL    | 15. März 1991       | 2. Apr. 1994      |
| 49  | Vivaldo Costa           |      | PL     | 2. Apr. 1994        | 1. Jan. 1995      |
| 50  | Garibaldi Alves Filho   |      | PMDB   | 1. Jan. 1995        | 5. Apr. 2002      |
| 51  | Fernando Freire         |      | PPB    | 5. Apr. 2002        | 1. Jan. 2003      |
| 52  | Wilma de Faria          |      | PSB    | 1. Jan. 2003        | 31. März 2010     |
| 53  | Iberê Ferreira          |      | PSB    | 31. März 2010       | 1. Jan. 2011      |
| 54  | Rosalba Ciarlini        |      | DEM    | 1. Jan. 2011        | 1. Jan. 2015      |
| 55  | Robinson Faria          |      | PSD    | 1. Jan. 2015        | 1. Jan. 2019      |
| 56  | Fátima Bezerra          |      | PT     | 1. Jan. 2019        | amtierend         |